# 大阪女學院大學
大阪女學院大學（おおさかじょがくいんだいがく，Osaka Jogakuin University）是一所位於日本大阪府大阪市中央區的私立大學，地址是大阪府大阪市中央区玉造2丁目26番54号。

## 學部
- 國際暨英語學部
  - 國際暨英語學科
    - 國際合作課程
    - 國際管理課程
    - 國際溝通課程

## 外部連結
- 大阪女學院大學網站 （页面存档备份，存于）